# C.C. MacApp
C.C. MacApp, właściwie Carroll Mather Capps (ur. 27 listopada 1913, zm. 15 stycznia 1971) – amerykański pisarz science fiction.

### Powieści
- Omha Abides (1968)
- Prisoners of the Sky (1969)
- Świat bez słońca (Secret of the Sunless World, 1969; wyd. polskie 2003)
- Worlds of the Wall (1969)
- Zapomnij o Ziemi (Recall Not Earth, 1970; wyd. polskie 1983 w czasopiśmie Fantastyka)
- SUBB (SUBB, 1971; wyd. polskie 2005)
- Bumsider (1972)

### Opowiadania
- Boom w przemyśle trumniarskim (And all the earth a grave, Galaxy Science Fiction, 1963, polski przekład online: Ireneusz Dybczyński)

## Nagrody
- nominacja do nagrody Nebula za opowiadanie The Mercurymen (1965)